# Le Vampire de Düsseldorf
Pour plus de détails, voir Fiche technique et Distribution.
Le Vampire de Düsseldorf est un film franco-hispano-italien réalisé par Robert Hossein et sorti en 1965.

## Synopsis
En Allemagne durant les années 1930 dans la ville de Düsseldorf, des femmes et des jeunes filles sont assassinées par un tueur en série. Il s’agit de Peter Kürten, un ouvrier amoureux d’Anna, une chanteuse de cabaret qui devient sa maîtresse. Elle découvre incidemment qu’il est le meurtrier et le dénonce à la police. Traqué par les forces de l’ordre, Peter se réfugie dans le cabaret qu'il incendie avant de tuer Anna et d'être finalement capturé par la police.

## Fiche technique
- Titre : Le Vampire de Düsseldorf
- Réalisateur : Robert Hossein
- Scénario : Claude Desailly, Robert Hossein, Georges Tabet et  André Tabet
- Dialogues : André Tabet et Georges Tabet
- Production : Georges de Beauregard et Benito Perojo
- Directeur de production : René Demoulin
- Décors : Pierre Guffroy et François de Lamothe
- Photographie : Alain Levent
- Ingénieur du son : Guy Chichignoud
- Montage : Marie-Sophie Dubus
- Musique : André Hossein
- Photographe de plateau : Raymond Voinquel
- Scripte : Suzanne Durrenberger
- Sociétés de production : 
  - Rome Paris Films
  - Maleno Malenotti
  - Mega Film
  - Producciones Benito Perojo
- Sociétés de distribution : 
  - Comacico  France
  - Interinsular Interpeninsular
- Pays d'origine :  France,  Italie,  Espagne
- Langue : français
- Format : noir et blanc — 2.35 :1 — monophonique — 35 mm Franscope
- Genre : thriller, drame
- Durée : 89 minutes
- Dates de sortie : 
  -  France : 7 avril 1965
  -  Italie : 14 août 1965
  -  Espagne : 17 octobre 1965

## Distribution
| - Robert Hossein : Peter Kürten - Marie-France Pisier : Anna - Roger Dutoit : le commissaire Momberg - Annie Anderson : Paula - Michel Dacquin : Beck - Norma Dugo : une fille - Paul Pavel : Lehndorf - Robert Le Béal : Schroeder - Colette Régis : la patronne du cabaret - André Badin : le garçon du dancing | - Tony Soler : Mme Loebel, la logeuse de Kürten - Tanya Lopert : une fille - Henri Attal : un ouvrier - Danik Patisson : Erna - Anne Carrère - Jean-Michel Rouzière - André Rouyer - Yves Bureau : un journaliste - Roberto Camardiel : le régisseur de l'Eldorado - Michel Charrel : un policier - Pierre Collet : le contremaître | - Evelyne Dassas - Edith Ker : une passante - Yves Elliot : un journaliste - Laure Paillette : Mme Schultz - Pierre Roussel : un journaliste - Paloma Valdés : Rosa - Pierre Vernet : un père - Konrad von Bork : un homme - Dominique Zardi |

## Bande originale française du film (B.O.F)
La bande originale française signée par André Hossein, père du réalisateur et acteur principal de ce film, a été enregistré avec un orchestre réuni pour l'occasion sous la direction d'André Lafosse. Elle a été produite par Georges de Beauregard. On retrouve pour la première fois dans une interprétation de bande originale la chanteuse rive gauche Pia Colombo qui donne vie au titre La Belle de nuit.
Index des titres
| Année de sortie | Titres de la B.O.                                       | Durée de la piste | Auteur / Arrangeur                                   | Interprète                                          | Éléments complémentaires Références discographiques |
| --------------- | ------------------------------------------------------- | ----------------- | ---------------------------------------------------- | --------------------------------------------------- | --------------------------------------------------- |
| 1965            | 1. Générique : thème principal Le Vampire de Düsseldorf | 2.03              | André Hossein                                        | André Lafosse et son orchestre                      | EP 45 Medium Disque Festival Festival FX 1445 M     |
| 1965            | 2. Valse de Printemps                                   | 2.30              | André Hossein                                        | André Lafosse et son orchestre                      | (Festival FX 1445 M)                                |
| 1965            | 3. Thème du vampire                                     | 1.30              | André Hossein                                        | André Lafosse et son orchestre                      | (Festival FX 1445 M)                                |
| 1965            | 4. La Belle de nuit                                     | 2.25              | Georges Tabet et André Tabet (Paroles) André Hossein | Pia Colombo (chant), André Lafosse et son orchestre | (Festival FX 1445 M)                                |
| 1965            | 5. Un soir                                              | 2.00              | André Hossein                                        | André Lafosse et son orchestre                      | (Festival FX 1445 M)                                |
| 1965            | 6. l'Incendie                                           | 2.13              | André Hossein                                        | André Lafosse et son orchestre                      | (Festival FX 1445 M)                                |

Compilations partielles de titres de la B.O.F.
- 2004 : André Hossein : Bandes originales des films de Robert Hossein (Seule la chanson interprétée par Pia Colombo figure sur cette compilation) ∫ CD Universal France 981 808-8 - Série Écoutez le cinéma ! no 32

## Autour du film
Le film est basé sur la vie du véritable « Vampire de Düsseldorf », Peter Kürten, qui avait déjà inspiré Fritz Lang pour son film M le maudit, sorti en 1931.

## Versions étrangères
- The Vampire of Dusseldorf (version anglaise et internationale)
- El Asesino de Düsseldorf (version espagnole)
- La Belva di Dusseldorf (version italienne)